# Patrick Fleming
Pour les articles homonymes, voir Fleming.
Patrick Fleming (né dans le comté de Louth le 17 avril 1599, assassiné dans les environs de Prague le 7 novembre 1631) était un théologien irlandais.
Envoyé en Flandre pour y faire ses études, il séjourna plusieurs années au collège Saint Patrick de l'université de Douai, dirigé par son oncle Christopher Cusack. Il passa ensuite au collège Saint-Antoine de Louvain, et entra dans l'ordre des franciscains.
En 1623, il partit pour Rome et vit en passant à Paris le P. Hugues Ward, qu'il engagea à écrire la vie des saints d'Irlande et auquel il fournit des matériaux dans ce but. À Rome, Fleming fut chargé d'enseigner la philosophie au couvent de Saint-Isidore, puis il fut rappelé à Louvain. De Louvain, il se rendit à Prague, comme directeur du couvent de l’Immaculée-Conception et professeur de théologie. Prague étant menacée d'être assiégée par l'électeur de Saxe, Fleming crut qu'il était prudent de s'éloigner. Un de ses amis, Matthieu Hoar, l'accompagnait dans sa fuite ; mais, tous deux eurent le malheur de tomber entre les mains de paysans luthériens, qui les massacrèrent sans pitié. Fleming était un homme très instruit, particulièrement versé dans la connaissance des antiquités sacrées.
On a de lui : Collectanea sacra, seu sancti Columbani, hiberni abbatis necnon aliorum aliquot, e vetere ibidem Scotia seu Hibernia antiquorum sanctorum acta et opuscula, nunquam antehac édita (Louvain, 1667, in-fol.) ; Clironicon consecrati Petri Ratisbonæ ; Vita R. P. Hugonis Cavelli.

## Source
- Larousse du XIXe siècle (in extenso)